# Râul Kuiseb
Kuiseb este un râu în Namibia. Izvorăște din zona înaltă Khomas, situată la vest de Windhoek și se varsă printr-o deltă în Oceanul Atlantic, la Walvis Bay. Pe râu se găsește Barajul Friedenau, construit în 1972.